# Hucho perryi
El salmón hucho de Sajalín (Parahucho perryi o Hucho perryi) es una especie de pez, la única del género Parahucho, de la familia de los salmónidos.

## Uso comercial
Su pesca tiene un escaso valor comercial, pero su empleo en acuicultura está en experimentación. La sobrepesca por diversos sectores -comercial, recreativo e ilegal- es una de las amenazas más importantes para esta especie; aunque ya no se comercializa en Rusia, siguen siendo víctimas de la pesca legal e ilegal de subsistencia, ya que son apreciados por su gran tamaño y buen sabor. La presentación de informes de la captura incidental de esta especie en la pesquería de salmón rosado en Rusia ha disminuido en los últimos años, se cree que este es el resultado de un descenso general en toda la región de abundancia de la especie en los últimos años, por lo que se la califica en "peligro crítico".

## Morfología
Con la forma del cuerpo típica de los salmónidos, la longitud máxima descrita es de 200 cm, aunque la longitud máxima normalmente suele ser de 50 cm y una edad máxima de unos 16 años.

## Hábitat y distribución
Es una especie que vive en el mar de clima templado y en agua salobre bentopelágica, así como en el agua dulce de los ríos que remonta, siendo por tanto anádromo; en un rango de profundidad entre los 0 y 100 metros. Por lo general habita el curso medio y bajo de los ríos y en los lagos, con una forma marina que se puede encontrar en la costa este de la isla de Hokkaidō
Se distribuye por el mar del Japón al noroeste del océano Pacífico, desde es sur de las islas Kuriles hasta Krai de Primorie en Rusia y la isla de Hokkaidō en el Japón.

## Biología
Los juveniles se alimentan principalmente de insectos acuáticos, mientras que los peces de más de 30 cm de longitud son exclusivamente piscívoros.
Desova en primavera en los brazos fluviales, donde cada hembra pone de 2.000 a 10.000 huevos sobre la arena o grava del lecho, tras lo cual son fecundados por el macho.